# Филолаос Пихеон
Филолаос Анастасиу Пихеон (на гръцки: Φιλόλαος Αναστασίου Πηχεών) е гръцки военен и андартски капитан, деец на Гръцката въоръжена пропаганда в Македония.

## Биография
Пихеон е роден в 1875 година в Охрид във влашкото семейство на революционера Анастасиос Пихеон, заселило се в града от село Шиписко след разрушаването на Москополе. Влиза в гръцкия революционен комитет, поставил си за цел борба с българските чети на Вътрешната македоно-одринска революционна организация, и като капитан на андартска чета влиза два пъти в Македония. Първият път в 1905 година действа в Костурско под името капитан Филотас, по името на пълководеца на Александър III Македонски Филота. Вторият в 1907 година се подвизава като капитан Лаврас в Мариово.
По време на Балканската война частта на Пихеон е първата, която влиза в Костур на 11 ноември 1912 година. През 1914 година е удостоен с „орден на Христос“, пенсиониран е през 1922 година с чин полковник, а по-късно получава чин генерал-майор от запаса. Заема различни постове в Лариса, Одрин, а около 1940 година е кмет на Костур.

През 30-те години на XX век обикаля българските села в Костурско и срещу рушвети върши услуги на местните хора. Стефан Шклифов от Черешница разказва: 
| „ | Капитано беше слабодушен, висок, на шейсетина години, со мустачки, облечен во цивилни дрехи и се дуеше като бръмбар... И фатиха селяните да го доближават за разни работи. Едни го молеха синовете им по-близко да служат войници, за да можат да идват дома по-набърго при невястите си. Други пък за друго. На Пихьон му вървеше думата при органите на властта. Никой не отиваше при него со празни ръце. Кой со тенекия овче масло или сирене, кой со ягне, кой со кокошка и яйца, кой со вино и ракия. Неговата къща стана като бакалски дукян. | “ |

Пихеон умира в 1947 година.